# Ернст V фон Хонщайн-Клетенберг
Ернст V фон Хонщайн-Клетенберг (на немски: Ernst V von Honstein-Klettenberg; * 1470; † 25 юни 1552 в замък Шарцфелд) е граф на Хонщайн, господар в Клетенберг и Лохра (1518).
Той е най-възрастният син на граф Ернст IV фон Хонщайн-Клетенберг-Лохра (* ок. 1440; † 1508) и първата му съпруга Маргарета фон Ройс-Гера (* ок. 1440; † 1497), дъщеря на Хайнрих X „Млади“ фон Гера-Шлайц (1415 – 1451/1452) и графиня Анна фон Хенеберг-Рьомхилд (1424 – 1467). Брат е на Вилхелм фон Хонщайн (1466 – 1541), епископ на Страсбург (1506 – 1541).

## Фамилия
Ернст V се жени на 16 юли 1516 г. за графиня Анна фон Бентхайм (* 7 декември 1495; † 21 март 1559), дъщеря на граф Евервин II фон Бентхайм (1461 – 1530) и принцеса Ингеборг фон Мекленбург-Щаргард († 1509). Те имат децата:
- Катарина († 1570), омъжена на 13 април 1536 г. за граф Якоб фон Цвайбрюкен-Бич (1510 – 1570)
- Ернст VI († 1562), граф на Хонщайн, господар в Клетенберг (1552), женен 1556 г. за Катарина фон Шварцбург (1534 – 1568)
- Вилхелм († 1554)
- Евервин († 1560)
- Мария († 1565), омъжена I. на 9 февруари 1550 г. в Ингвайлер за граф Рудолф фон Зулц († 1552), II. на 10 юли 1558 г. в Енген, Фрайбург, за Квирин Ганголф фон Хоенгеролдсек (1527 – 1569)
- Анна († сл. 1563), канонеса в Торн, Нидерландия (1544 – 1563)
- Марта, канонеса в Есен
- Фолкмар Волфганг (1512 – 1580), граф на Хонщайн-Клетенберг-Лаутерберг, женен I. на 20 февруари 1555 г. във Вайсенфелс за Маргарета фон Барби-Мюлинген (1528 – 1567), II. на 29 февруари 1568 г. за Магдалена фон Регенщайн (1538 – 1607)